# Dasylophia cucullifera
Dasylophia cucullifera är en fjärilsart som beskrevs av Herrich-Schäffer 1855. Dasylophia cucullifera ingår i släktet Dasylophia och familjen tandspinnare. Inga underarter finns listade i Catalogue of Life.